# Ramuntcho (pel·lícula de 1919)
Ramuntcho és una pel·lícula muda francesa del 1919 dirigida per Jacques de Baroncelli i protagonitzada per Jacques Roussel, Jeanne Brindeau i Yvonne Annie. Està basat en la novel·la homònima de Pierre Loti de 1897.

## Sinopsi
El jove contrabandista basc Ramuntcho està compromès amb Gracieuse, la mare de la qual s'oposa formalment a la seva unió. Ramuntcho marxa a fer el servei militar a Indoxina. Al seu retorn, decideix marxar cap a Amèrica, descobreix que la seva estimada ha rebut les ordes. Aleshores planeja treure-la, però es rendeix a l'últim moment quan la veu immersa en les seves oracions.

## Repartiment
- Jacques Roussel com a Ramuntcho
- Jeanne Brindeau com a Dolores
- Yvonne Annie com a Gracieuse
- René Lorsay